# 余一鵾
余一鵾，又作佘一鵾，字化鵬，號素虚，河南汝寧府信陽州人，民籍，明朝政治人物、同進士出身。

## 生平
河南鄉試第八十九名舉人，天啓二年（1622年）壬戌科三甲二百十八名進士，兵部觀政，三年授山東堂邑县知縣，四年丁憂，崇禎二年（1629年）補山西孝义县知縣，三年本省同考，四年調曲沃縣知縣，五年革职。

## 家族
祖父佘盡性。父佘希朱。母陳氏。慈侍下。弟一鹤、一鸿、一凫、一鸱。娶盧氏。子秉纯、秉正。